# Ian Freeman (judista)
Ian Freeman (* 8. července 1973 Camberley, Spojené království) je bývalý britský a anglický zápasník–judista.

## Sportovní kariéra
Připravoval se v Camberley a později v Budokwai v Londýně. Společně s Danny Kingstonem patřil k nadějím britského juda. V britské seniorské reprezentaci se poprvé objevil jako šestnáctiletý v roce 1990 v pololehké váze do 65 kg. V roce 1992 uspěl v britské nominaci na olympijské hry v Barceloně, ale vypadl v úvodním kole s Argentincem Francisco Moralesem. Od roku 1993 startoval v lehká váze do 73 kg, kde se na úkor Kingstona v reprezentaci neprosazoval. V roce 1995 zkoušel opět štěstí v pololehké váze bez výraznějšího úspěchu. Sportovní kariéru ukončil předčasně v roce 1997.

## Výsledky
| Turnaj             | 1991      | 1992      | 1993       | 1994       | 1995       |
| Turnaj             | 18        | 19        | 20         | 21         | 22         |
| Turnaj             | pololehká | pololehká | lehká váha | lehká váha | lehká váha |
| ------------------ | --------- | --------- | ---------- | ---------- | ---------- |
| Olympijské hry     |           | úč.       |            |            |            |
| Mistrovství světa  | 5.        |           | —          |            | úč.        |
| Mistrovství Evropy | 3.        | úč.       | —          | —          | —          |
| MS juniorů         |           | 1.        |            |            |            |
| ME juniorů         | ?         | 1.        | 3.         |            |            |